# MKS Pogoń Siedlce
MKS Pogoń Siedlce – polski, wielosekcyjny klub sportowy, w Siedlcach w województwie mazowieckim, założony w 1944.

## Ogólne informacje
- Adres: ul. Bolesława Prusa 6, 08-110 Siedlce
- Stadion: Stadion Miejski
- Prezes: Leszek Czaplicki
- Trener (sekcja rugby):
- Trener (sekcja tenis stołowy): Jakub Sagan

## Historia
Klub powstał w 1944 i kilkakrotnie zmieniał nazwę. Początkowo nazywał się KS Ognisko, a później kolejno: Kolejarz, Pogoń, MZKS Pogoń Start, MZKS Pogoń, aż w końcu w 1992 przybrał obecną nazwę: MKS Pogoń Siedlce.
W latach 1974–1977 trenerem MKS-u był późniejszy Selekcjoner reprezentacji Polski Henryk Apostel, był to jego debiut w karierze trenerskiej.

### Sukcesy
- występy w II lidze – 1949
- 1/4 finału Pucharu Polski – 1987/88
- 1/8 finału Pucharu Polski – 2000/01

## Wychowankowie klubu
Znanymi wychowankami klubu są Reprezentanci Polski w:
- hokeju na lodzie:
  - Wiesław Jobczyk (występy na zimowej olimpiadzie w 1976, 1980 i 1984 roku),
- lekkoatletyce:
  - Lidia Chojecka (występy na letnich igrzyskach olimpijskich w 2000, 2004 i 2008 roku)
- piłce nożnej:
  - Artur Boruc (występy na Mundialu 2006, EURO 2008),
  - Konrad Gołoś (Wisła Kraków),
  - Jacek Kiełb (Lech Poznań)
- rugby union:
  - Kamil Bobryk (kapitan reprezentacji)
- tenisie stołowym:
  - Katarzyna Grzybowska

## Sekcje

### Rugby
Drużyna rugby w sezonie 2011/2012 awansowała do Ekstraligi.

### Inne sekcje
- lekkoatletyczna
- radioorientacji sportowej
- tenisa stołowego
- piłki nożnej kobiet

### Nieistniejące sekcje
- hokeja na lodzie (rozwiązana w 1988 roku, wskrzeszona w 2008 roku przez STH Siedlce).

## Problemy klubu
Klub od wielu lat boryka się z dużymi problemami organizacyjno-finansowymi.
W 2007 UM Siedlce utworzył OSiR, jego zadaniem było przejęcie administrowania obiektami sportowymi od MKS Pogoń Siedlce, który nie radził sobie z ich utrzymaniem. W 2008 z powodu bardzo złej sytuacji organizacyjno-finansowej w klubie MKS Pogoń Siedlce do MKP Pogoń Siedlce i do UKS Dwójka odeszły sekcje piłki nożnej i tenisa ziemnego.